# オガネソン
オガネソン（英: Oganesson）は、元素記号Og、原子番号118の合成元素である。2002年にロシア連邦ドゥブナのドゥブナ合同原子核研究所で、ロシアとアメリカ合衆国の科学者の合同チームにより、加速器によってカリホルニウムとカルシウムを当てることによって初めて合成された。原子名が決定するまでは一時的な名称としてウンウンオクチウムが使われた。2015年12月、国際純正・応用化学連合(IUPAC)と国際純粋・応用物理学連合(IUPAP)の合同作業部会により、4つの新元素の1つとして承認され、2016年11月28日に正式に命名された。
オガネソンは、既知の元素の中で最大の原子番号および原子量を持つ。放射性を持ち非常に不安定であり、2005年以降、わずか5つ（もしかすると6つ）の294Ogしか検出されていない。このため、その性質や可能な化合物等の特徴を調べる実験はほとんど行えていないが、理論計算により、多くの予測がなされている。例えば、オガネソンは第18族元素であるが、この族の他の全ての元素（貴ガス）と異なり、非常に反応性が高い。かつては標準状態では気体であると考えられていたが、近年は固体説や液体説も提唱されている。周期表上ではPブロック元素であり、かつ第7周期元素の最後に位置する。

## 名称
重元素の発見において主導的役割を果たした核物理学者のユーリイ・オガネシアンを称え、彼にちなんだ名称がつけられた。存命の人物にちなんで元素が命名されたのは、シーボーギウムに次いで2例目であった。なお、語尾が「on」なのは、ヘリウム以外の第18族元素の語尾が「on」で終わっているため、それに倣っている。

## 歴史

### 初期の推論
原子番号118番の元素について最初に真剣に考えたのはデンマークの物理学者ニールス・ボーアであり、1922年に、その元素は周期表上でラドンの下、7つ目の貴ガスとなるであろうと記している。この後、ドイツの核化学者アリスティッド・フォン・グローセが1965年に118番元素が持ちうる性質について予測する論文を書いている。これらは極めて初期の予測であり、1922年には元素の人工合成の方法について知られていなかったし、1965年には安定の島の存在は理論化されていなかった。ボーアの予測から80年経ってオガネソンの合成には成功したが、それがラドンのより重い同族体として振る舞うかどうか等、化学的性質についてはまだ調べられていない。

### 確認されなかった「発見」
1998年末、ポーランドの物理学者Robert Smolańczukは、オガネソンを含む超ウラン元素の合成のための核融合反応の計算結果を論文として公表した。彼の計算では、慎重に制御された条件下で鉛をクリプトンと融合することでオガネソンを作ることができ、その反応の融合可能性（反応断面積）は、シーボーギウムを生成する鉛-クロムの反応と同程度であるというものであった。これは、鉛またはビスマスをターゲットとした反応断面積は、生成する元素の原子番号の増加とともに指数関数的に減少するという予測と矛盾するものであった。
1999年、ローレンス・バークレー国立研究所の研究者がこの予測を用いてリバモリウムとオガネソンを発見したとPhysical Review Letters誌で発表し、そのすぐ後にサイエンス誌でその結果が報告された。この研究者は、以下の反応が起こったことを報告した。
3686Kr + 82208Pb → 118293Og + n
翌年、他の研究所もローレンス・バークレー国立研究所自体もその結果を追試できなかったことが明らかになった後、この論文は取り下げられた。2002年6月、ローレンス・バークレー国立研究所長は、これら2つの元素の発見を最初に主張したのは、ヴィクトル・ニノフの捏造したデータに基づいていたと発表した。より新しい実験結果や理論予測は、やはり鉛やビスマスをターゲットとした反応断面積は、生成する元素の原子番号の増加とともに指数関数的に減少することを裏付けていた。

### 発見の報告
オガネソン原子の崩壊が真に最初に観測されたのは、2002年、ドゥブナ合同原子核研究所であった。アルメニア出身のロシアの核物理学者ユーリイ・オガネシアンに率いられたチームには、ローレンス・リバモア国立研究所のアメリカ人科学者も含まれていた。オガネソン294の崩壊エネルギーが超ウラン元素の合成の際に作られる一般的な不純物であるポロニウム212mのものと一致しているためこの発見はすぐには発表されず、2005年により多くのオガネソンを作った確認実験が行われた後にようやく発表された。2006年10月9日には、カリホルニウム249原子とカルシウム48イオンの衝突により
、合計3つ（もしかすると4つ）のオガネソン原子核（2002年に1つか2つ、2005年にさらに2つ）を間接的に検出したと発表した。
98249Cf + 2048Ca → 118294Og + 3n

オガネソン294の放射性崩壊経路。親同位体と各々の娘同位体ごとに崩壊エネルギーと半減期が示されている。自発核分裂は緑で示されている。

非常に起こりにくい融合反応（反応断面積が）であるため、この実験には4か月の時間がかかり、2.5×1019個ものカルシウムイオンを含むビームが用いられた。しかし、この検出がランダムな出来事である確率は10万分の1以下であると推定されていることから、この結果は偽陽性ではないと信じられている。
実験では、3つのオガネソン原子のアルファ崩壊が観測された。直接の自発核分裂による4番目の崩壊も提案されている。半減期は0.89ミリ秒と計算されており、オガネソン294はリバモリウム290に崩壊する。まだ3例しか観測されていないため、観測結果に基づく半減期には、0.89+1.07−0.31ミリ秒という大きな不確実性がある。
118294Og → 116290Lv + 24He
オガネソン294の同定は、キュリウム245とカルシウム48イオンを衝突させて作ったリバモリウム290と崩壊系列が一致するかどうかを確認することで行われる。崩壊生成物のリバモリウム290は非常に不安定で、14ミリ秒の半減期でフレロビウム286に崩壊し、さらにこれも自発核分裂するかコペルニシウム282にアルファ崩壊する。さらにこれも自発核分裂をする。
96245Cm + 2048Ca → 116290Lv + 3n
トンネル効果モデルでは、オガネソン294のアルファ崩壊の半減期は0.66+0.23−0.18ミリ秒と予測され、実験的なQ値は2004年に公表された。理論的なQ値の計算ではいくらか小さかったが、ほぼ同等の値であった。

### 確認
2015年12月、IUPACとIUPAPの共同作業部会は元素の発見を確認し、ドゥブナ合同原子核研究所とローレンス・バークレー国立研究所の共同チームに発見の優先権を与えた。これは、2009年と2010年の2度に渡り、オガネソン294の孫生成物のフレロビウム286の特性をローレンス・バークレー国立研究所で確認したことと、その他のオガネソン294の崩壊系列を2012年にドゥブナ合同原子核研究所で観測したことを考慮したものである。この実験のゴールは、バークリウム249とカルシウム48の反応によりテネシン294を合成することであったが、バークリウム249の寿命の短さのために崩壊生成物のカリホルニウム249が大量に生成し、その結果、テネシンの代わりにオガネソンが合成された。
2015年10月1日から2016年4月6日まで、ドゥブナ合同原子核研究所では、より重いオガネソンの同位体であるオガネソン295やオガネソン296を作るために、カリホルニウム249、カリホルニウム250、カリホルニウム251の同位体混合物をターゲットとして同様の実験を行った。ビームエネルギーは、252 MeVと258 MeVが用いられた。低いビームエネルギーの方に1原子のみ観測され、崩壊系列は既に観測されたオガネソン294のものと一致した。高いビームエネルギーの方は何も観測されなかった。セクターフレームの糊がターゲットを覆って、蒸発残渣が検出器に達するのを妨げてしまったため、この実験は中止された。この実験は2017年にも行う計画である。2011年、ドイツのダルムシュタットにある重イオン研究所が120番元素（ウンビニリウム、Ubn）を合成する目的でキュリウム248とクロム54の反応を行っていたところ、1原子のオガネソン295が観測されたが、実験データの不確実性により、得られたものがウンビニリウム299かオガネソン295かは確定できなかった。このデータからは、オガネソン295の半減期はオガネソン294の0.7ミリ秒より長い181ミリ秒であることが示唆された。

### 命名

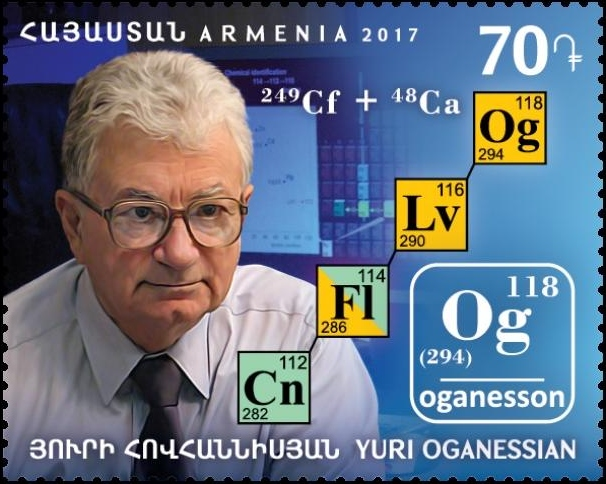
118番元素は、合成元素発見パイオニアであるユーリイ・オガネシアンにちなんで名づけられた。2017年12月28日には、アルメニアでオガネシアンとOg294の崩壊系列を描いた切手が発売された。

未発見元素に対するメンデレーエフの命名法に基づき、エカラドンという名称でも知られる。1979年、IUPACは未発見の元素に系統名を与え、発見までの間、118番元素はウンウンオクチウム（英: Ununoctium）と呼ばれ、Uuoという記号で表されることが勧告された。これは化学の授業からテキストまで広く使われたものの、科学者の間では、「元素118」と呼ばれ、E118や単に118という記号で表されることがほとんどだった。
2002年の論文取り下げまで、ローレンス・バークレー国立研究所では、研究所を率いたアルバート・ギオルソにちなんでギオルシウム（Gh）と名付けるつもりであった。
ロシアの研究者が2006年にその合成を報告すると、新元素の発見者が名前を提案する権利を持つというIUPACの勧告に従い、命名権を得た。2007年、Russian instituteの所長は、ドゥブナの研究所の創設者であるゲオルギー・フリョロフにちなんだフレロビウムと、研究所の位置するモスクワ州にちなんだモスコビウムの2つの名前の候補があると述べた。彼はまた、この発見がターゲットのカリホルニウムを提供したアメリカ側研究者の協力によるものだったとしても、ドゥブナ合同原子核研究所内のフリョロフ原子核反応研究所はこの結果を導けた世界で唯一の施設であったことから、この元素にはロシアにちなんだ名前を与えられるべきであるとも述べた。これらの命名案は後に114番元素（フレロビウム）と116番元素（モスコビウム）にも提案されたが、116番元素の名前は結局リバモリウムに決まり、モスコビウムという名前は115番元素に再度提案されて承認された。
伝統的に、発見時に貴ガスであることが知られていなかったヘリウムを除く全ての貴ガスの名前には、語尾に「オン」("-on")がついている。しかし、発見が承認された当時のIUPACのガイドラインでは、伝統的に語尾が「イン」("-ine")のハロゲンも貴ガスも含め、新元素の名前の語尾は「イウム」("-ium")とすることが要請されていた。系統名のウンウンオクチウムはこの慣習に従っていたが、2016年に公表された新しいIUPACの勧告では、その性質が貴ガスであるかどうかに関わりなく、18族の元素の名前の語尾は「オン」("-on")とすることが推奨された。
2016年6月、IUPACは、発見者のチームはこの元素の名前について、60年に渡り超ウラン元素の研究のパイオニアであるロシア人核物理学者のユーリイ・オガネシアンにちなんでオガネソンと名付ける意向があると発表した。この名前は2016年11月28日に公式なものになった。
モスコビウム、テネシン、オガネソンの命名式典は、2017年3月2日にモスクワのロシア科学アカデミーで行われた
。

## 特徴

### 安定性と同位体

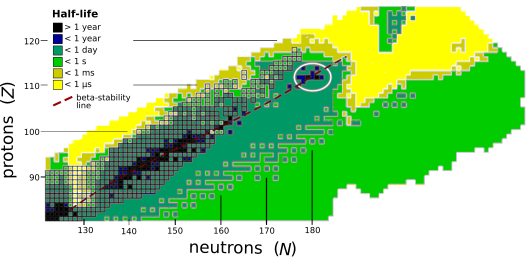
オガネソンは、「安定の島」（白い円）の少し上にあるため、予測よりも若干安定である。

キュリウム以降の核種の安定性は、原子番号の増加とともに急激に減少する。原子番号101以降の全ての同位体は半減期30時間以内に放射性崩壊する。鉛以降の元素は、安定同位体を持たない。これは、陽子のクーロン力が大きくなり、長い時間自発核分裂が起こらないように強い力で原子核を結び付けておくことができなくなるためである。計算によると、他に安定化因子がない場合には、103以上の陽子を持つ元素は存在できないことになる。しかし、1960年代の研究者は、陽子114個、中性子184個に近い原子核は、この不安定性を弱め、半減期が数千年から数百万年に達するということを提案した。まだ科学はこの島まで辿り着けていないが、オガネソンを含む超重元素の存在によりこの安定効果が真実であることが確認され、既知の核種も予測される島の位置に近い原子核ほど指数関数的に長い寿命を持つ。オガネソンは放射性を持ち、半減期は1ミリ秒以下であるが、予測される値よりは大きく、この島の安定性の考えを補強するものである。
トンネル効果モデルを用いた計算により、アルファ崩壊の半減期が1ミリ秒に近く、中性子の多いオガネソンのいくつかの同位体の存在が予測されている。
他の同位体の合成経路や半減期の理論的計算によると、恐らく質量数293、295、296、297、298、300、302等のいくつかの同位体は、合成された質量数294の同位体よりも若干安定であることが示される。これらの中で、質量数297の同位体は長寿命の核種を得られる期待が最も大きく、この元素の将来の研究の焦点となっている。さらに多くの中性子を持つ質量数313近辺のいくつかの同位体も長寿命を持つ可能性がある。これらのより重い同位体によりオガネソンの化学的性質の解明が期待されることから、ドゥブナ合同原子核研究所は2017年下半期にカリホルニウムの質量数が249、250、251の同位体の混合物をターゲットとして、質量数が295と296のオガネソンを作る実験を行うこととしている。この実験は、オガネソン297の同位体を得るために2020年にも再度行われる。この反応で、オガネソン293と分裂生成物のリバモリウム289の生成も可能である。キュリウム248とチタン50の衝突による質量数295と296のオガネソンの生成は、2017年から2018年にドゥブナ合同原子核研究所と理化学研究所で予定されている。

### 物理的および化学的性質の計算
オガネソンは原子価0の18族元素であるが、一般的に18族元素は最外殻のs軌道とp軌道が8つの電子（Heの場合は1s軌道が2つの電子）で埋まっているため、ほとんどの化学反応に対して不活性である。。オガネソンの場合も同様に、7s27p6の価電子配置の閉殻を持つと考えられている。
その結果、閉殻構造を持つ貴ガス、特に周期表の直上にあるラドンと似た性質を持つと考える者もいる。周期表の傾向からは、オガネソンはラドンよりも若干反応性が高いと考えられるが、理論計算ではかなり反応性が高いことが示される。さらにオガネソンは、それぞれ鉛や水銀のより重いホモログであるフレロビウムやコペルニシウムよりも反応性が高い可能性もある。オガネソンがラドンに比べて高い反応性を持ちうるのは、エネルギーの不安定性と7p小軌道の放射方向への膨張のためである。より正確には、7p電子と不活性な7s電子の間のスピン軌道相互作用がかなり大きく、オガネソンの閉殻の安定性が著しく低下するからである。また、オガネソンは他の貴ガスとは異なり、相対的に安定化された8sのエネルギー準位と不安定化された7p3/2のエネルギー準位のため、正の電子親和力を持つ。
オガネソンは、ラドンのほぼ2倍に相当するかなり幅広い分極率を持つ。他の貴ガスから推測すると、オガネソンの沸点は320Kから380Kと推定され、これは予測されていた263Kまたは247Kという値とはかなり異なる。
計算には大きな不確実性があるが、恐らくオガネソンは標準状態では気体ではなく
、固体であると推測される。もし標準状態で気体であるとすると、他の貴ガス同様単原子気体であるにも関わらず、最も密度の濃い気体の1つということになる。その高い分極率のため、異常に低いイオン化エネルギー（ラドンの約70% である鉛と同程度でフレロビウムより遥かに低い）を持つと推測されている。

### 予測される化合物

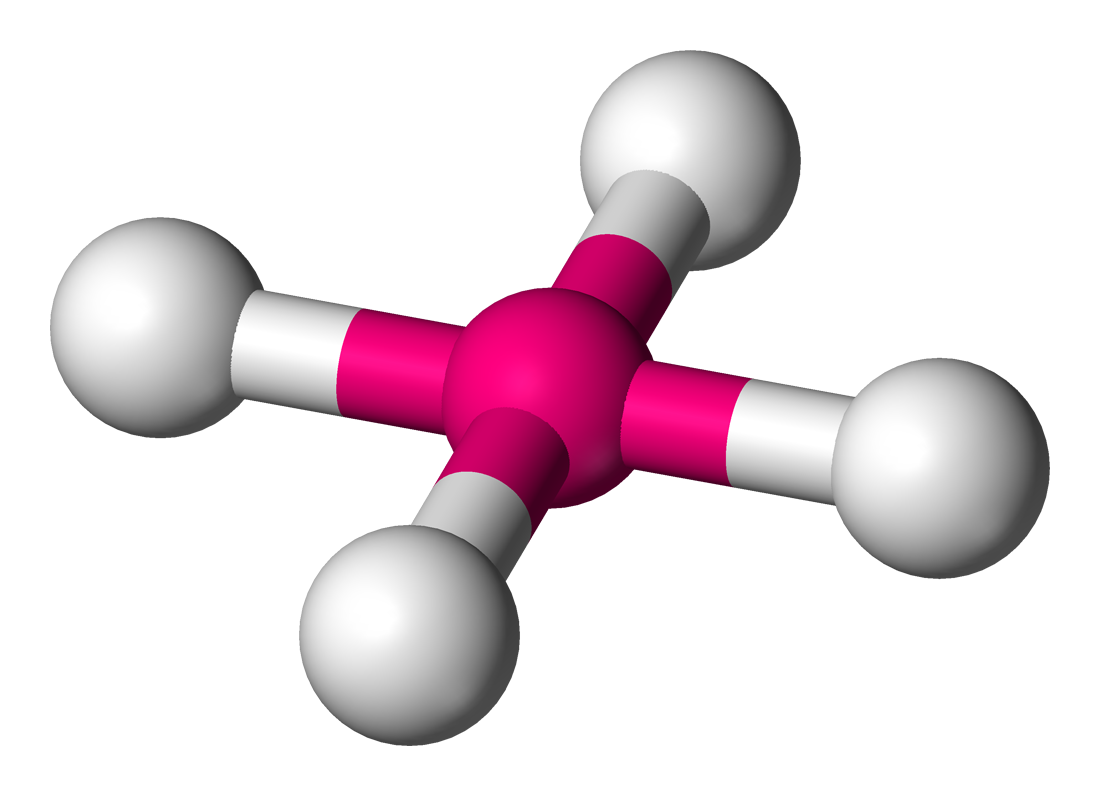
四フッ化キセノンは平面四角形型の分子構造を持つ。

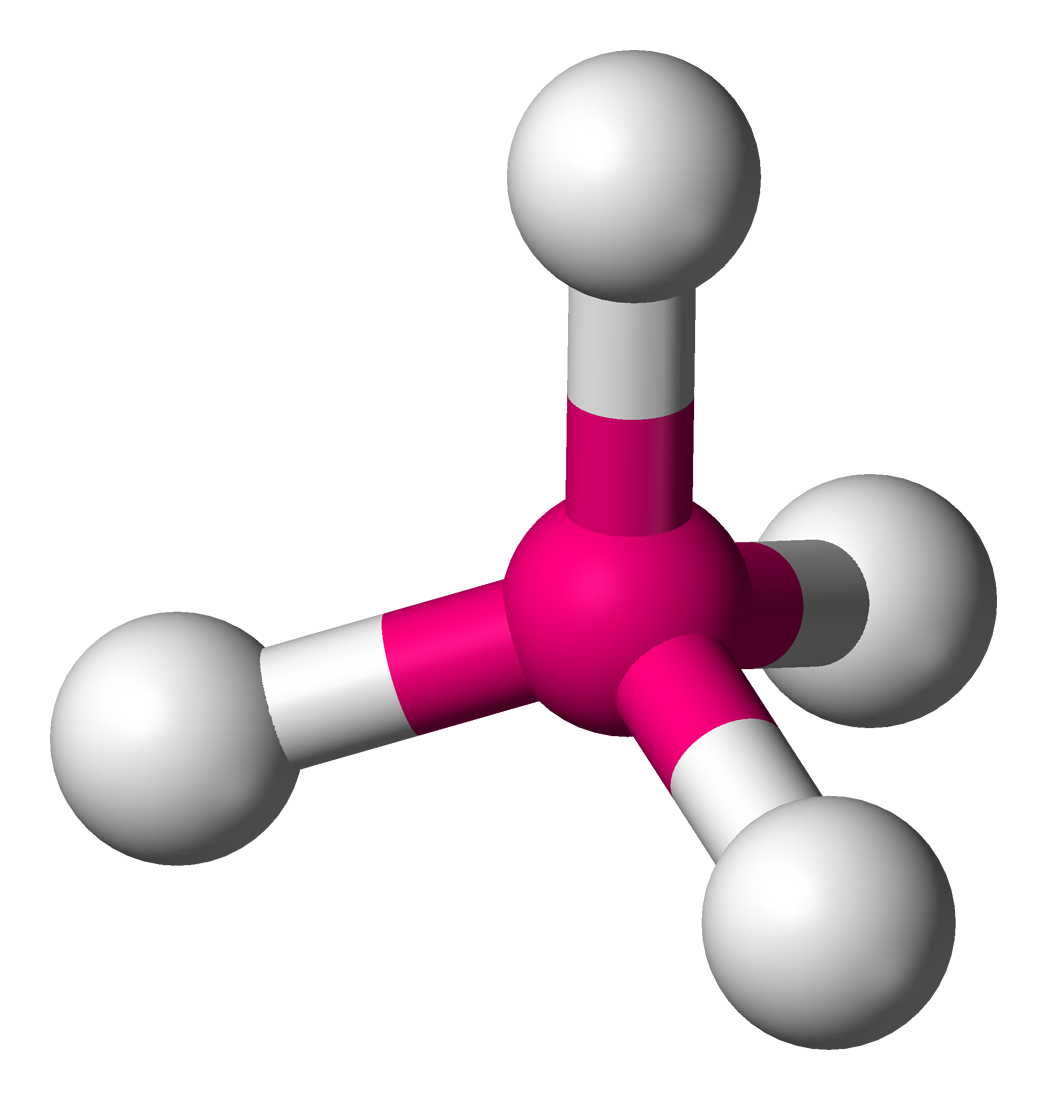
四フッ化オガネソンは四面体型の分子構造を持つと予測される。

唯一確認されている同位体、オガネソン294は半減期が非常に短いため、化学的な性質は実験的に調べられていない。同様の理由で、オガネソンの化合物はまだ合成されていない。ただし、理論的な化合物の計算は1964年から行われてきた。元素は、そのイオン化エネルギーが十分に高ければ酸化され難いものであり、そうするとオガネソンも他の貴ガス類と同様に、主な酸化数は0になると考えられるが、オガネソンはその例には従わないようである。
二原子分子Og2の計算では、化学結合相互作用はHg2で計算されるものとほぼ等価であり、また結合解離エネルギーは6 kJ/molでRn2の約4倍である。最も著しいのは、結合長がRn2よりも0.16 Åも短く、結合相互作用が強いことを示している。一方、化合物OgH+の結合解離エネルギー（プロトン親和力）はRnH+と同程度である。
OgH中のオガネソンと水素の間の結合は非常に弱いと予測され、真の化学結合というよりは純粋なファンデルワールス力とみなしうる。一方、電気陰性度が高いことから、例えばコペルニシウムやフレロビウム等よりも安定な原子を作るように考えられる。酸化数+2や+4を取ると、フッ化物OgF2やOgF4が存在しうる。7p1/2小軌道の結合が強いため、酸化数+6の状態は不安定である。これは、オガネソンに異常な反応性を与えているのと同じスピン軌道相互作用が理由である。例えば、オガネソンとフッ素分子の反応によりOgF2を形成する反応は106 kcal/molのエネルギーを放出し、そのうち約46 kcal/molはこれらの相互作用に由来している。対照的に、RnF2の場合、形成エネルギー49 kcal/molのうちスピン軌道相互作用の寄与分は約10 kcal/molである。同じ相互作用がOgF4の四面体形分子構造を安定化させている。XeF4やRn4は平面四角形分子構造を持つ。Og-F結合は恐らく共有結合ではなくイオン結合であり、フッ化オガネソンは不揮発性であると考えられる。OgF2は、オガネソンの高い電気陽性度のため、部分的にイオン化していると考えられる。（恐らくキセノンとラドンを除く）他の貴ガスと異なり、オガネソンは塩素とOg-Cl結合を形成するのに十分な電気陽性度を持つと予測されている。

## 関連文献
- Scerri, Eric (2007). The Periodic Table, Its Story and Its Significance. New York: Oxford University Press. ISBN 978-0-19-530573-9